# Karl-Erik Nilsson (scheidsrechter)

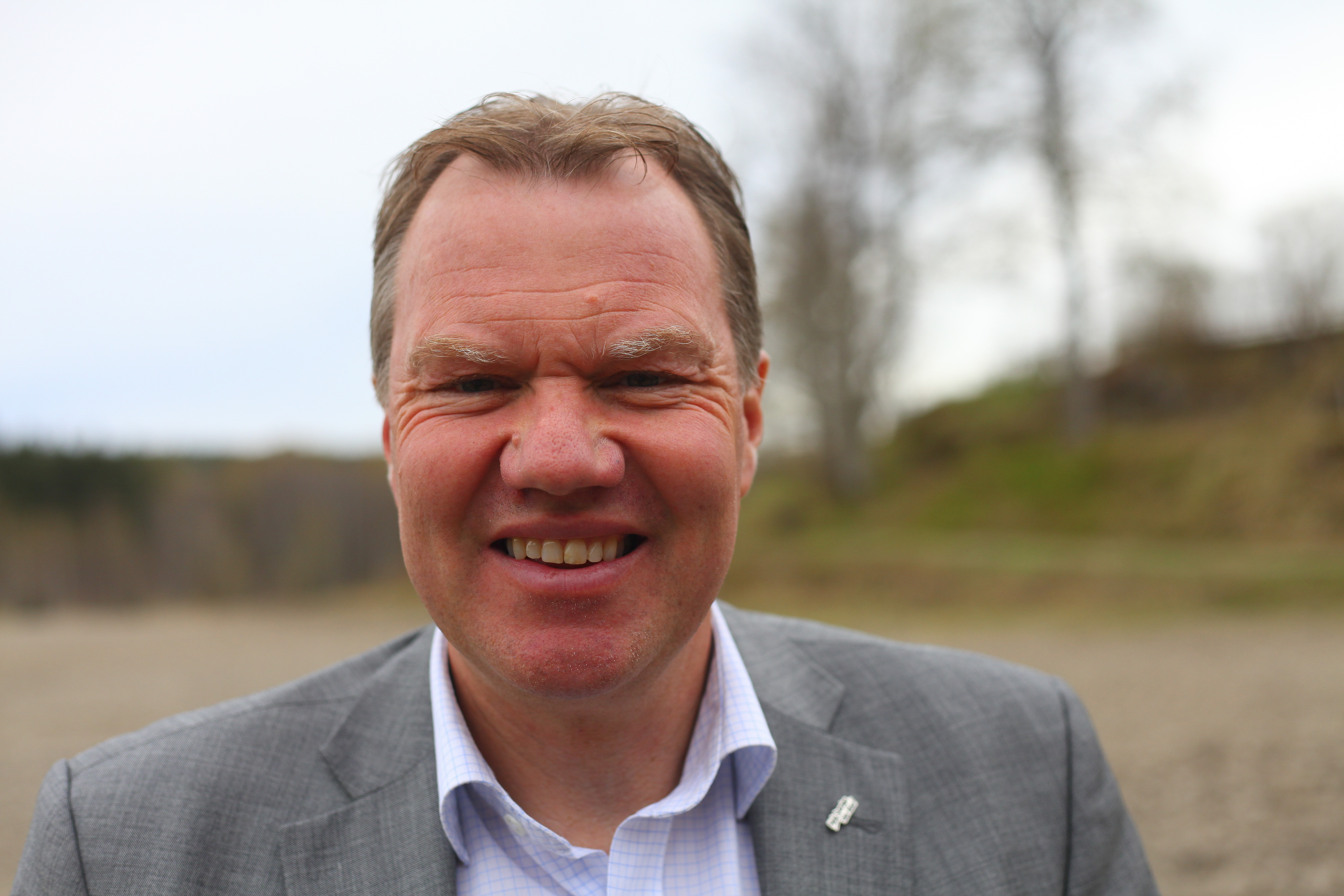
Karl-Erik Nilsson, voorzitter van "Hela Sverige ska leva", initiatiefnemer Plattelandparlement (Landsbygdsriksdag) in Zweden (Sunne, 2010).

Karl-Erik Nilsson (Uddevalla, 6 mei 1957) is een voormalig voetbalscheidsrechter uit Zweden, die in de jaren negentig actief was als FIFA-arbiter. Hij floot onder meer wedstrijden in de UEFA Champions League (1999-2002) en kwam in actie tijdens het WK voetbal –20 jaar in 1997 in Maleisië, waar hij vier wedstrijden leidde. Sinds 23 maart 2012 is hij de voorzitter van de SvFF.

## Interlands
| Datum             | Wedstrijd                          | Uitslag | Competitie        | Kreeg geel | Kreeg voor de tweede keer geel en dus rood | Weggestuurd |
| ----------------- | ---------------------------------- | ------- | ----------------- | ---------- | ------------------------------------------ | ----------- |
| 16 augustus 1995  | Estland – Litouwen                 | 0 – 1   | EK-kwalificatie   | 2          | 0                                          | 0           |
| 11 oktober 1995   | Noorwegen – Engeland               | 0 – 0   | Vriendschappelijk | 0          | 0                                          | 0           |
| 1 september 1996  | Rusland – Cyprus                   | 4 – 0   | WK-kwalificatie   | 2          | 0                                          | 0           |
| 30 april 1997     | Armenië – Noord-Ierland            | 0 – 0   | WK-kwalificatie   | 6          | 0                                          | 0           |
| 10 september 1997 | Engeland – Moldavië                | 4 – 0   | WK-kwalificatie   | 3          | 0                                          | 0           |
| 8 oktober 1997    | Noorwegen – Colombia               | 0 – 0   | Vriendschappelijk | 3          | 0                                          | 0           |
| 10 september 1997 | Engeland – Moldavië                | 4 – 0   | WK-kwalificatie   | 3          | 0                                          | 0           |
| 27 mei 1998       | Nederland – Kameroen               | 0 – 0   | Vriendschappelijk | 3          | 0                                          | 0           |
| 18 november 1998  | Joegoslavië – Ierland              | 1 – 0   | EK-kwalificatie   | 2          | 0                                          | 0           |
| 8 september 1999  | Tsjechië – Bosnië en Herzegovina   | 3 – 0   | EK-kwalificatie   | 3          | 0                                          | 0           |
| 4 februari 2000   | Denemarken – Finland               | 1 – 2   | Nordic Cup        | 4          | 0                                          | 0           |
| 11 oktober 2000   | Italië – Georgië                   | 2 – 0   | WK-kwalificatie   | 2          | 0                                          | 0           |
| 24 maart 2001     | Servië en Montenegro – Zwitserland | 1 – 1   | WK-kwalificatie   | 2          | 0                                          | 0           |
| 5 september 2001  | Cyprus – Portugal                  | 1 – 3   | WK-kwalificatie   | 4          | 0                                          | 0           |
| 27 maart 2002     | Nederland – Spanje                 | 1 – 0   | Vriendschappelijk | 2          | 0                                          | 0           |
| 9 mei 2002        | Duitsland – Koeweit                | 7 – 0   | Vriendschappelijk | 4          | 0                                          | 0           |